# Docidocercus nigrescens
Docidocercus nigrescens är en insektsart som först beskrevs av Brunner von Wattenwyl 1895.  Docidocercus nigrescens ingår i släktet Docidocercus och familjen vårtbitare. Inga underarter finns listade i Catalogue of Life.